# Parco archeologico di Septempeda
Septempeda era una città romana nel Picenum, ora nelle Marche. Divenne l'odierna San Severino Marche dopo la caduta dell'Impero Romano.

## Origini del nome
L'origine del nome è stata oggetto di speculazioni. Il numero sette (in latino septem) è ricorrente nella città antica e medievale: sette bracci romani delle mura di Septempeda, sette porte delle mura di San Severino, la Fontana delle Sette Cannelle nel Castello di San Severino, settantasette archi del porticato di fronte alla piazza principale di San Severino, sette fratelli minori dei Vescovi Severini che furono scagliati su sette colli a soffrire e diventare santi a causa di una maledizione pronunciata dalla madre, oppure sette frazioni che si aggregarono per formare Septempeda. Nessuna di queste spiegazioni è stata confermata, mentre la migliore tradizione fa derivare il nome romano di Septempeda dai sette colli che circondano la città, in un fiero richiamo ai sette colli della Città Eterna.

## Storia e territorio
L'originaria città romana di Septempeda si trova in provincia di Macerata. La città era situata sulla sponda sinistra del "fiume Flosis" (l'attuale Potenza), a circa 40 km dalla costa adriatica nell'entroterra e ai piedi degli Appennini. Durante l'Alto Medioevo il nome cambiò in San Severino Marche e gli abitanti si trasferirono in una località più ad occidente e sicura. Il sito urbano originario è oggi abbandonato e utilizzato in gran parte come terreno agricolo. Le sue origini antichissime, risalenti al III secolo a.C. con la conquista romana del Picenum nel 268 a.C., sono testimoniate dai cognomi dei primi soldati presenti su molte lapidi romane, come le gentes Baebia, Calpurnia e Flavia, ma è probabile che anche l'organizzazione sociale dei villaggi piceni e dei centri commerciali del circondario confluiva nel centro romano di Septempeda.
Tra il III e il II secolo a.C. gli abitanti furono organizzati prima in forma di "conciliabulum" e successivamente in una probabile "praefectura". Intorno alla metà del I secolo a.C. l'insediamento dovette ricevere lo statuto di municipium e trasformarsi in una vera e propria città romana. Le iscrizioni dimostrano che Septempeda aveva una basilica e templi consacrati a Giove e Feronia (quest'ultimo fuori dalle mura). Dopo le incursioni dei Goti, nel 545 d.C. Septempeda fu abbandonata dai suoi abitanti che trovarono rifugio sulla cima più sicura del Monte Nero, pochi chilometri ad ovest e sulla sponda opposta (destra) del fiume Potenza.
Dopo le incursioni barbariche, le spoglie di Severino, ultimo vescovo di Septempeda dal 540 d.C. alla sua morte nel 545 d.C., furono recuperate e trasportate (23 aprile 590 d.C.) sul Monte Nero. Una leggenda di età longobarda, legata al trasferimento di Severino, dimostrerebbe l'esistenza di una venerazione per il Santo, che ricevette conferma scritta solo da un documento del 944 del Vescovo Eudo, circa la costruzione di una chiesa a Castello "qui dicitur ad Sancto Severinum". Ciò testimonia l'esistenza di un nuovo toponimo al posto di Septempeda, che presto venne denominato "Castellum Sancti Severini" e poi semplicemente "Sanseverino", per poi divenire come oggi: San Severino Marche.

## I resti

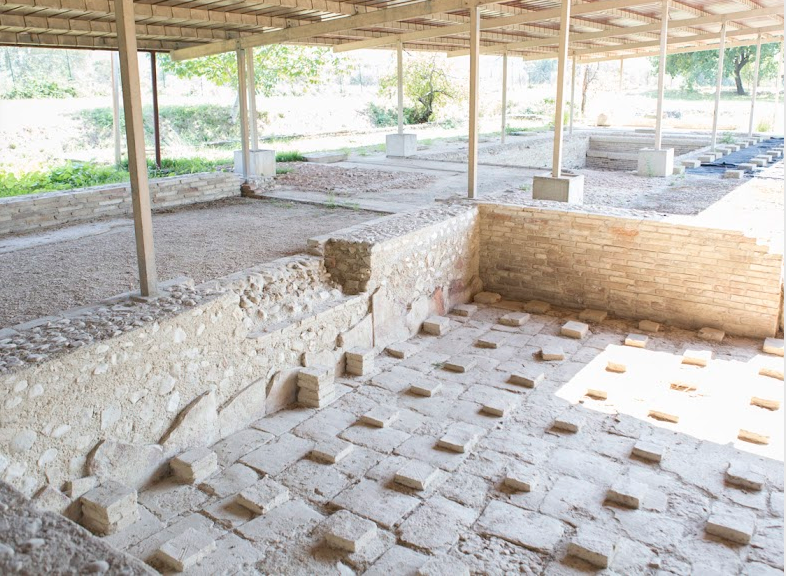
Parco archeologico di Septempeda, terme.

Delle mura della città romana di Septempeda, situata in località "La Pieve", ad est dell'attuale abitato, sono ancora visibili le fondazioni ed anche i resti delle porte orientale e sud-occidentale e di un edificio di tipo termale. edificio, probabilmente nei pressi del foro cittadino.
Fuori dalle mura della città sono stati scavati resti di una fornace per la produzione di ceramica, una domus privata con mosaici e aree cimiteriali con tombe del I e II secolo d.C.
La cattedrale di Santa Maria in Septempeda fu probabilmente edificata in epoca tardo romana e lì, secondo la tradizione, fu sepolto e nascosto il vescovo Severino per proteggere le sue spoglie dai barbari. Di originale stile romanico sono l'abside e la navata destra. Fu ricostruita nel XIII secolo in stile gotico-longobardo e presenta alcuni affreschi ancora esistenti. Attualmente è stato restaurata ed è visitabile, essendo situato a ridosso delle antiche mura della città.

## Scavi archeologici
Nel corso dei secoli numerosi reperti sono stati riportati alla luce presso l'antico sito di Septempeda. Le scoperte più importanti furono fatte durante gli scavi, nella seconda metà del XX secolo, di due porte della città, un bagno romano, un quartiere di vasai e parti di case romane. Le mura della città, ben identificate, racchiudono una zona collinare più alta a nord della strada romana di valle ed una zona più bassa in leggera pendenza verso il fiume Potenza. Sono stati scavati tratti delle mura in opera quadrata e due porte. Quasi in posizione centrale si trovano i grandi impianti termali costituiti da un cortile, un portico, una vasca, un calidarium e altri ambienti con pavimento riscaldato, molti dei quali originariamente pavimentati a mosaico. A ovest delle mura della città e a nord della strada principale è stato portato alla luce un quartiere industriale con un gruppo di fornaci per la produzione di tegole e ceramiche. Direttamente fuori dalle mura della città, la strada principale era allineata da cimiteri con un ricco apparato di monumenti funebri che rivelavano informazioni sugli abitanti della città.
Recenti indagini archeologiche condotte a partire dal 2004 dal Potenza Valley Survey Project , un progetto dell'Università di Ghent diretto dal prof. Frank Vermeulen, hanno portato ad ulteriori aspetti dell'urbanistica della città. Le indagini comprendono la fotografia aerea intensiva a bassa quota e le indagini geofisiche.  Le indagini hanno prodotto una cartografia dettagliata dei principali elementi dell'intero tessuto urbano. Presenta una serie di strade parallele all'arteria centrale principale che funge da decumano massimo del piccolo abitato. La pianta della città ricorda una forma pentagonale molto irregolare e misura circa 15 ettari all'interno delle mura (intra muros). Lungo il decumano principale , che coincide con la moderna strada di valle, si distingue il foro. Misura circa 59 x 33 m ed è circondato da una serie di edifici pubblici e monumenti.